# Општина Самаринешти (Горж)
Самаринешти (рум. Samarineşti) општина је у Румунији у округу Горж.
Oпштина се налази на надморској висини од 319 m.